# زیردریایی کلاس نوامبر
زیردریایی کلاس نوامبر (به انگلیسی: November-class submarine) یک کلاس از زیردریایی است که طول آن 107.4 / 109.8 m (project 627A / 645) می‌باشد.